# Casimiro Pisani
Casimiro Pisani (Palermo, 23 dicembre 1803 – Roma, 2 luglio 1881) è stato un patriota e politico italiano.

## Biografia
Barone e figlio di Pietro Pisani, fu deputato al parlamento siciliano dal 1848 al 1849. Prese parte alla rivolta della Gancia e sostenne attivamente la spedizione dei Mille di Garibaldi in Sicilia, entrando a far parte del suo primo governo dittatoriale il 2 giugno 1860 come segretario di stato per gli Affari Esteri e per il Commercio, fino al 27 giugno. .
Nel febbraio 1861 fu eletto deputato del Regno d'Italia, fino al 1865.
Nel 1870 fu nominato senatore del Regno.
Morì a Roma e fu seppellito al cimitero del Verano.